# Elasmothemis kiautai
Elasmothemis kiautai is een libellensoort uit de familie van de korenbouten (Libellulidae), onderorde echte libellen (Anisoptera).
De wetenschappelijke naam Elasmothemis kiautai is voor het eerst geldig gepubliceerd in 1989 door De Marmels.